# Ludovic Stewart, 2. Duke of Lennox

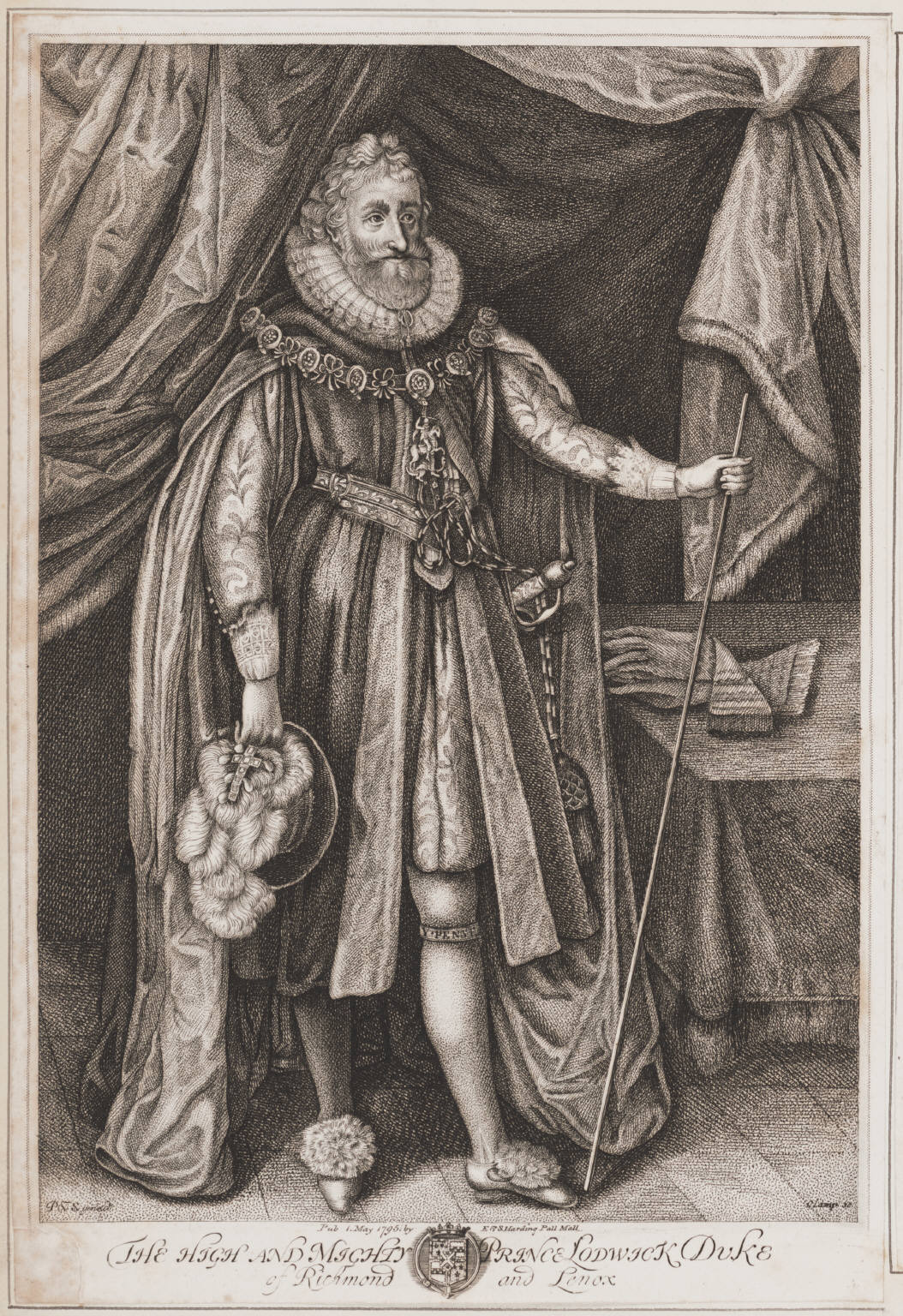
Ludovic Stewart, 2. Duke of Lennox

Ludovic Stewart, 2. Duke of Lennox (* 29. September 1574; † 16. Februar 1624) war ein schottischer Adliger aus der Familie Stewart.

## Leben
Ludovic war ein Sohn des Esmé Stewart, 1. Duke of Lennox, und dessen Gemahlin Catherine de Balsac. Er folgte seinem Vater 1583 als Duke of Lennox. Ludovic bekleidete die Ämter des Lord Lieutenant von Kent sowie des Great Chamberlain und High Admiral von Schottland. Er wurde 1613 zum Baron Setringon und Earl of Richmond ernannt. 1623 erfolgte die Erhebung zum Duke of Richmond und Earl of Newcastle.
Der Duke war maßgeblich beteiligt an der Kolonisierung von Maine. Richmond Island, Cape Richmond und die Stadt Richmond in Maine sind ihm zu Ehren benannt.
Er starb im Alter von 49 Jahren und wurde in der Westminster Abbey begraben. Der Titel des Duke of Richmond erlosch mit seinem Tod; der Titel des Duke of Lennox ging auf seinen Bruder Esmé über.
Ludovic Stewart war dreimal verheiratet. Seine erste Ehefrau war Sophia († vor 1590), Tochter des William Ruthven, 1. Earl of Gowrie. In zweiter Ehe vermählte er sich mit Jean (ca. 1573–1610), Tochter des Matthew Campbell und seine dritte Ehe schloss er mit Frances († 1639), Tochter des Thomas Howard, 1. Viscount Howard of Bindon. Trotz seiner drei Ehen hinterließ er nur einen außerehelich geborenen Sohn, Sir John Stewart of Methven.